# اچ‌اس‌سی مانانان
اچ‌اس‌سی مانانان (به انگلیسی: HSC Manannan) یک کشتی است که طول آن ۹۵٫۴۷ متر (۳۱۳ فوت ۳ اینچ) می‌باشد. این کشتی در سال ۱۹۹۸ ساخته شد.